# Élder Santana
Élder Santana Conceição (Vera Cruz, 7 aprile 1993) è un calciatore brasiliano, attaccante del Qairat.

## Carriera
Inizia la propria carriera con il Morrinhos, prima di passare all'Atlético Mineiro nel 2013; il 28 luglio debutta in Série A in occasione dell'incontro perso 4-1 contro il Cruzeiro.
Negli anni seguenti gioca principalmente nelle divisioni statali con alcune apparizioni in Série B ed in Série C, fino al ritorno all'Atlético Mineiro nel 2017; con il club bianconero gioca altri due incontri in massima divisione dopodiché viene ceduto in prestito nelle serie inferiori del calcio brasiliano.
Nel 2019 si trasferisce in Portogallo al Sanjoanense; dopo due buone stagioni in terza divisione nel 2021 viene acquistato dal Gil Vicente.

## Statistiche

### Presenze e reti nei club
Statistiche aggiornate al 3 ottobre 2021.
| Stagione        | Squadra         | Campionato      | Campionato | Campionato | Coppe nazionali | Coppe nazionali | Coppe nazionali | Coppe continentali | Coppe continentali | Coppe continentali | Altre coppe | Altre coppe | Altre coppe | Totale | Totale |
| Stagione        | Squadra         | Comp            | Pres       | Reti       | Comp            | Pres            | Reti            | Comp               | Pres               | Reti               | Comp        | Pres        | Reti        | Pres   | Reti   |
| --------------- | --------------- | --------------- | ---------- | ---------- | --------------- | --------------- | --------------- | ------------------ | ------------------ | ------------------ | ----------- | ----------- | ----------- | ------ | ------ |
| 2019-2020       | Boavista        | PL              | 3          | 0          | CP+CdL          | 0               | 0               |                    | -                  | -                  |             | -           | -           | 3      | 0      |
| 2020-2021       | Trofense        | SL              | 14         | 3          | CP              | 0               | 0               |                    | -                  | -                  |             | -           | -           | 14     | 3      |
| 2021-2022       | Boavista        | PL              | 4          | 0          | CP+CdL          | 0+2             | 0+1             |                    | -                  | -                  |             | -           | -           | 6      | 1      |
| Totale carriera | Totale carriera | Totale carriera | 21         | 3          |                 | 2               | 1               |                    | -                  | -                  |             | -           | -           | 23     | 4      |

## Palmarès

### Club

#### Competizioni nazionali
- Campionato kazako: 1

Qaırat: 2024
- Supercoppa del Kazakistan: 1

Qaırat: 2025

#### Competizioni statali
- Campionato Mineiro: 1

Atlético Mineiro: 2013
- Campeonato Paulista Série A2: 1

Ferroviária: 2015

#### Competizioni internazionali
- Coppa Libertadores: 1

Atlético Mineiro: 2013